# Egina (ilha)
Egina (em grego: Αίγινα; romaniz.: Aígina) é uma das ilhas Sarónicas da Grécia, no golfo Sarónico, a 27 quilómetros de Atenas. A ilha tem a forma aproximada de um triângulo, e uma área de cerca de 87 km², sendo dois terços da ilha formados por um vulcão extinto. Na ilha encontra-se o mais bem conservado templo das ilhas gregas, o Templo de Afaia.

## Mitologia
Segundo a mitologia grega, Egina é filha do deus do rio Asopo e da ninfa Metope. O nome da ilha era Oenone, e passou a se chamar Egina porque Zeus raptou a filha de Asopo e levou-a para a ilha, onde nasceu Éaco, que se tornou seu rei. Éaco foi o avô de Aquiles. Éaco estava sozinho na ilha, e Zeus transformou as formigas em homens para ele.

## História
À época das Guerras Médicas, Egina era uma potência naval, controlando os mares. Temístocles conseguiu convencer os atenienses a investirem no desenvolvimento de uma frota não por causa de Dario I ou Xerxes I, que estavam muito longe e não inspiravam um terror real, mas apontando para Egina, que estava muito próxima - com isso Atenas construiu cem trirremes, que lutaram em Salamina contra Xerxes.
Egina foi a cidade que ganhou o prêmio de bravura na Batalha de Salamina.

## Personalidades
- Paulo de Égina — médico do século VII